# Suhota, Brodî
Suhota (în ucraineană Сухота) este un sat în comuna Ponîkva din raionul Brodî, regiunea Liov, Ucraina.

## Demografie
Componența lingvistică a localității Suhota
     Ucraineană (100%)
Conform recensământului din 2001, toată populația localității Suhota era vorbitoare de ucraineană (100%).